# Lego Technic
Lego Technic (tekniklego) är en typ av lego med mer teknisk inriktning; en modell i Technic-serien har ofta motsvarigheter i fullskala och ofta är flera av förebildernas tekniska funktioner upprepade i modellen. I Technic-modellerna används för det mesta mekaniska anordningar bestående av främst kugghjul och såväl pneumatik som batteridrivna motorer, för att åstadkomma samma resultat som i förlagan. Modellerna föreställer mestadels arbetsfordon (vanligen med kran) men också vanliga bilar/sportbilar, terrängfordon och flygmaskiner.

## Modeller och hantering
Lego Technic riktar sig till lite mer avancerade legoanvändare, även om rekommenderad ålder anges på varje byggsats; de minsta (vilka oftast utgör max ett par hundra bitar) brukar vanligen rekommenderas barn från 7 år, medelstora för personer från omkring 10 år samt de största och mer tekniska/expertanpassade för personer från 12 år. Serien introducerades år 1977, men inriktningen antog namnet Lego Technic först år 1984, och har lanserat omkring 400 byggsatser.
Till varje byggsats finns fullständiga och detaljerade, både tryckta och nedladdningsbara, ritningar/instruktioner. Oftast finns två modeller till varje byggsats, en huvudmodell och en alternativ modell, men vissa kan ha uppemot mellan fem och tio modeller. Några av de byggsatser som har mer än två modeller är specialdesignade med att extramodellerna är instruerade enbart till ett chassi, där användaren själv kan improvisera utifrån en bild på modellen i fråga (två sådana exempel är byggsatsenheterna 8448 och 8446, lanserade år 1999).
Somliga byggsatser/modeller hos serien Lego Racers har samma typ av lego som används i Technic-serien och år 2005 lanserade Racers-serien den första utseendemässigt fullt realistiska superbilen i form av en Enzo Ferrari, i skala 1:10 (byggsats 8653-1), vilken innehåller bland annat en V12-motor och utgör en byggsats med 1 360 bitar. Elva år senare (2016) låg samma person, Technic-designern Uwe Wabra, bakom (Technic-) supermodellen av en Porsche 911 GT3 RS. Modellen togs fram i samarbete med Porsche, vilken i skala 1:8 utgör den verkliga modellens alla specialdetaljer i en byggsats (42056) som innehåller 2 704 bitar och har dessutom Technic-seriens högsta åldersgräns (rekommenderad från 16 år).
Den 1 augusti 2018 lanserade Lego Technic en terrängkran, vars byggsats (enhet 42082) blev den första i Technic-serien som överskrider 4 000 bitar.

### Fotnoter
1. ↑  The Unofficial Lego Builder's Guide by Allan Bedford
2. ↑  Lista över Lego Racers produkter i samarbete med Technic, Brickset.
3. ↑  "History of Lego Technic supercars" Arkiverad 27 mars 2017 hämtat från the Wayback Machine., Lego, läst 2017-03-26.
4. ↑  Porsche 911 GT3 RS, Expressen, läst 2016-08-03.
5. ↑  Lista över lanseringar av Lego Technic, Brickset.